# 更田正彦
更田 正彦（ふけた まさひこ、1913年7月6日 - 2001年2月24日）は、日本光学工業（現ニコン）の技術者。日本における高級35mmカメラのパイオニアのひとり。

## 概要

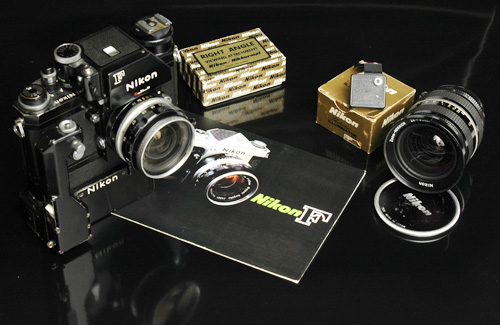
ニコンFとアクセサリ

コストパフォーマンスではなく機能や性能が優れていると認められ、欧米でヒットした最初の一般市場向け日本製品となったニコンF（ならびにその前身ともいえるニコンSシリーズ）の設計を担当した。

## 略歴
- 1913年7月6日（大正2年） - 生まれる。
- 1937年（昭和12年）3月 - 東京帝国大学工学部造兵学科卒業。
  - 4月、日本光学工業に入社。芝工場に配属された。当時芝工場は機械アナログ式計算装置である射撃指揮装置を製造しており見渡す限り歯車、ロッド、カムの加工と組み立て工程でレンズを磨いているところなどどこにもなく「光学をやりたくて日本光学に入ったのにこれは変なところに入れられてしまった」と思ったという[1]。
- 1938年（昭和13年） - 杉豊とともに担当した九八式的針的速測定盤が完成。戦艦武蔵、戦艦大和に搭載された。
- 1945年（昭和20年）10月 - 終戦に伴い製品の買い手を失った日本光学工業は民需転換を迫られ、重役会でカメラ設計者に更田を指名した。
- 1947年（昭和22年）2月 - 技術部第三設計課長。
- 1962年（昭和37年）2月 - 第一設計部長。
- 1963年（昭和38年）6月 - カメラ事業部長。
- 1970年（昭和45年）5月 - 常務取締役カメラ事業部長。
- 1973年（昭和48年）5月 - 代表取締役副社長。
- 1979年（昭和54年）7月 - 顧問。
- 2001年（平成13年）2月24日 - 東京都中野区の病院で肺炎のため死去。87歳。